# Degas House
Degas House è un palazzo signorile che si trova lungo Esplanade Avenue a New Orleans in Louisiana. Era la casa dei parenti materni del pittore francese Edgar Degas, importanti mediatori di cotone di New Orleans. Degas trascorse qui un anno, dal 1872 al 1873, creando 18 dipinti e 4 disegni raffiguranti i membri della sua famiglia.
Questo edificio è l'unica casa o studio noto di Degas ad essere aperto al pubblico.

## Storia
La casa è stata divisa in due appartamenti negli anni venti. L'edificio è inserito nel registro nazionale dei luoghi storici ed presente nella rete di case e luoghi di tutto il mondo  Maisons des Illustres ("case illustrate"); si tratta di uno dei due soli edifici, negli Stati Uniti, a ricevere questa designazione dal Ministero della cultura e della comunicazione francese.
Viene affittato per ricevimenti, cerimonie ed altri eventi privati.

## Descrizione
Costruito nel 1852, la palazzina Degas ha due piani. Il piano superiore presenta tre alte finestre che si aprono su un balcone sostenuto da quattro colonne. All'interno della casa sono esposti arredi d'epoca. Le riproduzioni di dipinti del pittore francese adornano le pareti.